# Königsangerspitze
Die Königsangerspitze (italienisch Monte Pascolo, 2439 m s.l.m.), auch einfach der Königsanger genannt, ist eine wenig markante Erhebung im Ostkamm der Sarntaler Alpen. Der Gipfel bildet mit ein paar kleineren weiteren Erhebungen einen kleinen Bergstock westlich über dem Brixner Becken. Nordseitig bricht die Königsangerspitze steil zum Schalderer Tal ab, südseitig dehnen sich weite Almhänge aus. Ostseitig liegt der Radlsee, in dessen Nähe sich die Radlseehütte (2284 m s.l.m.) befindet.
Der Gipfel wird häufig besucht und ist für seine Aussicht bekannt, insbesondere auf die nahe gelegenen Dolomiten. Auch in der Frühzeit wurde der Gipfelbereich bereits von Menschen aufgesucht, was 1951 gefundene prähistorische Tonscherben belegen.

## Routen
Die am häufigsten begangenen Anstiege führen über die Radlseehütte. Von dort sind nur noch 200 Höhenmeter auf einfachem Steig zu bewältigen. Die Radlseehütte wird typischerweise von Süden, vom Garner Wetterkreuz (1411 m), oder von Osten, vom Perlungerhof oberhalb Gereuth (1380 m) angegangen. Beide Anstiege beanspruchen ungefähr 3 Stunden zum Gipfel und sind durchgängig markiert.